# Baltasi
Baltasi (in russo Балтаси?; in tartaro: Балтач) è un insediamento di tipo urbano che si trova nella Repubblica autonoma del Tatarstan, in Russia. È il centro amministrativo del distretto Baltasinskij. 
L'insediamento è situato sulla riva destra del fiume Šošma (un affluente della Vjatka), 105 km a nord-est di Kazan'.